# Baldacci Manó
Végvezekényi báró Baldacci Manó (Kolozsvár, 1807. október 3. – Olmütz, 1852. július) honvédtábornok.

## Élete
Katonacsaládban született ls anyja, Thoroczkay Borbála grófnő révén rokonságban állt az erdélyi főúri családokkal. Tanulmányait a bécsújhelyi Theresianum Katonai Akadémiánán végezte, majd 1827-ben hadnagyként lépett a császári hadseregbe. 1848-ban a kolozsvári 51. (Károly Ferdinánd) gyalogezred parancsnokaként felesküdött a magyar alkotmányra. Jelentős szerepe volt a nemzetőrség szervezésében. Batthyány Lajos utasítására április 21-én létrejött a nemzetőrség irányítását ellátó Országos Nemzetőrségi Haditanács, melynek elnöke Ottinger Ferenc, majd május 15-étől Baldacci Manó lett. Szeptember 23-án a haditanács élén Nádosy Sándor ezredes váltotta fel, őt pedig októberben az észak-erdélyi magyar csapatok parancsnokságával bízták meg. 
Miután Erdélyben Puchner Antal megtagadta az engedelmességet a magyar kormánynak, Vay Miklós királyi biztos javaslatára és további két erdélyi ezredparancsnokkal, Dobay Károllyal és Sombori Sándorral együtt az Országos Honvédelmi Bizottmányvezérőrnaggyá léptette elő. A székelyek november 5-i marosvásárhelyi veresége és a Székelyföld elvesztése után megnyílt a császári csapatok útja Kolozsvár felé. Baldacci november 13-án Szamosújvárnál megkísérelte feltartóztatni a közeledő Karl Urban ezredes csapatait, de vereséget szenvedett, és visszahúzódott Kolozsvárra. Miután hírt kapott arról, hogy a város felé délkeletről is császári csapatok közelednek, a Baldacci és Vay elnökletével tartott haditanácson a város feladása mellett döntöttek, és csapataikat kivonták Erdélyből. november 25-ére a Csucsai-szorosig húzódtak vissza.
November 30-án felmentették beosztásából, és Kolozsvár indokolatlan feladásáért Pesten hadbíróság elé állították. 1849. január 5-én Windisch-Grätz herceg fővárosba bevonuló csapatainak fogságába esett. A császári haditörvényszék előbb ezredes rangban nyugalmazta, később azonban a szabadságharcban való részvétele miatt két évi várfogságra ítélte és katonai rangjától is megfosztotta. Olmützi fogságban halt meg.